# Robert Roy Farmer
Pour les articles homonymes, voir Roy, Rob Roy (homonymie) et Farmer.
Robert Roy Farmer, plus connu sous le nom de Rob Roy, est un comédien australien sourd connu pour son one-man show Rob Roy Show.
Il a grandi dans une banlieue de Scarborough dans l'ouest de l'Australie, où il commença une carrière de maçon avant de déménager à Sidney. Il réussit à passer l’audition au Théâtre australien des sourds en 1993 et travailla avec la compagnie pendant 4 ans, étudiant également avec le National Theatre of the Deaf des États-Unis.
Le 3 janvier 1998, il commence la représentation du one-man show Rob Roy Show, au Shepherds Bush Deaf Club de Londres, en Angleterre. Le spectacle connut un tel succès qu'il le représenta plus de 150 fois dans plus de 70 villes et 25 pays.